# Ungerův dům
Ungerův dům je bývalý měšťanský dům na Starém Městě v Bratislavě na Hlavním náměstí, dnes součást Staré radnice.
Do 16. století sousedil s radnicí. V roce 1591 byl z něj odstraněn vysoký štít, který byl nahrazen menším vikýřem. Namísto malých úzkých oken byly osazeny velká renesanční okna. Ostění oken bylo doplněno znakem a latinským nápisem. Později dům koupila městská rada.